# 통어영

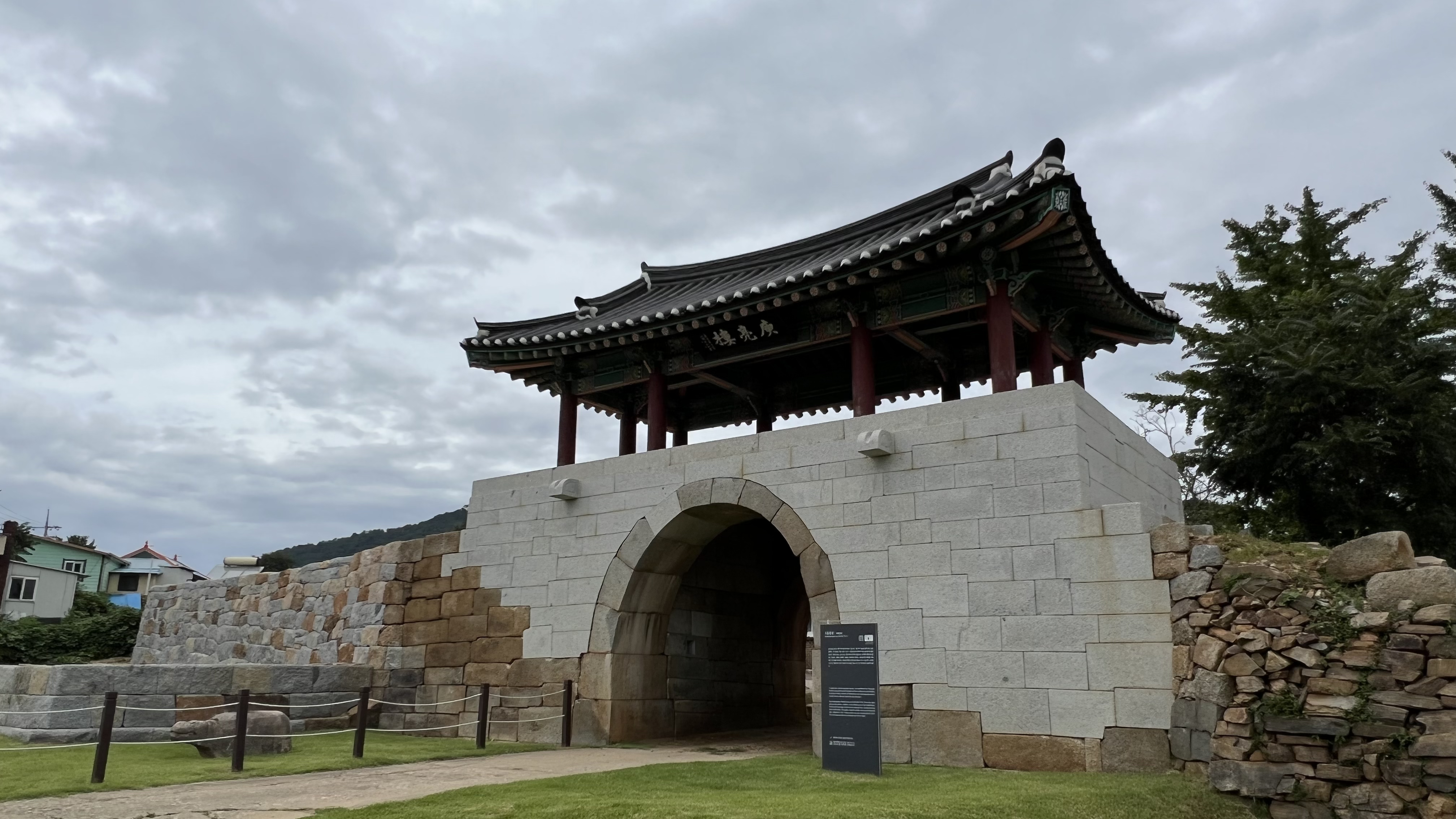
통어영의 주진이었던 교동읍성의 남문

통어영(統禦營)은 조선 수군의 삼도수군통어사가 경기 수영, 황해 수영, 충청 수영의 수군을 총괄하는 수군 거점이었다. 광해군 시기 부터 조선 주변의 국제 정세는 명나라와 후금의 대립으로 불안정하였으며 언제든 후금이 조선을 침입할 수 있다는 위기감이 팽배하였다. 광해군 13년(1621년) 후금에 사신으로 파견되었던 정충신은 후금의 군세가 심상치 않음을 보고하였다. 조선은 북방의 위기에 대응하기 위하여 중부 지방의 수군 강화를 꾀하였고 인조 반정 이후 인조 시기에도 이러한 전략은 계속되었다.:50-51 인조는 임진왜란 당시 전라도, 경상도, 충청도의 수군을 총괄하기 위한 통제영을 만들어 상설화한 전례에 따라 중부 지방 수군의 총괄을 위해 통어영을 만들었다.:50-51
통어영의 최우선 목적은 유사시 왕과 왕족의 피난처인 강화도를 수비하는 것이었고 평상시 서울로 이어지는 한강의 수비와 조운선의 호위였다. 이를 위해 경기도 남양에 있던 경기 수영을 강화도로 이전하면서 통어영으로 제편하였고, 이후 통어영의 주진을 교동도로 이전하였다. 현재 교동읍성의 남문을 포함한 일부 성곽이 남아있다.
하삼도의 수군을 총괄한 삼도수군통제사가 통제사 역할이 주된 업무이고 경상우수사는 겸직이었던 것에 비해 통어영을 총괄한 수군통어사는 경기수사가 본직이고 통어사는 겸직이었다. 17세기 후반 해안 방비의 중요성이 커지자 조선은 영종진과 같은 주요 거점에 대한 지휘권을 통어영에서 중앙군인 어영청으로 옮겼다. 이 때문에 경기 지역 수군은 전선의 작전에 대해서는 통어사가, 강화의 해안 진과 보의 방비는 강화유수부 부사가, 영종진과 같은 독진의 지휘는 어영대장이 갖는 복합적 지휘체계를 보였다.통어사는 교동부의 부사도 겸하여 행정업무도 보았다.
통어영은 조선 말 수군 해체까지 유지되었다.

## 같이 보기
- 삼도수군통제영